# Hamsteeg
De Hamsteeg is een steeg in het centrum van de Nederlandse stad Utrecht. 
De steeg is zo'n 80 meter lang en ze verbindt de Oudegracht met de Lange Elisabethstraat. De steeg vormt een achterstraat van de Bakkerstraat. Mogelijk bestond de steeg al omstreeks 1300. In 1378 wordt ze echter genoemd onder de naam Moelensteeg. In het noordelijke deel van de steeg bevinden zich de restanten van drie middeleeuwse kameren.